# Gnomonique
La gnomonique (du latin gnomonica mais venant du grec γνωμονιχός) est l'art de construire, c'est-à-dire concevoir, calculer  et tracer des cadrans solaires.
Un des précurseurs de la gnomonique ancienne est le Grec Anaximandre (-550) qui contribua de façon notable au développement de la « science des ombres » dite, pour certains, ramenée d’Egypte par Thalès. La première énumération de cadrans solaires et une méthode pour construire toutes sortes d'horologia est le fait de Vitruve, célèbre architecte romain, dans les années -25 (source : De Architectura de Vitruve, chapitre III).
La gnomonique moderne, d'origine arabe, se développe petit à petit en Europe à partir du XVe siècle. Les premiers ouvrages datent du début du XVIe siècle. Parmi les premiers auteurs qui publient sur le sujet à l'époque, on peut citer Sebastian Münster en 1531 et Oronce Fine en 1532. C'est à partir du XVIIe siècle que la gnomonique se développe notamment en s'appuyant sur la trigonométrie sphérique qui existe depuis l'Antiquité. De multiples méthodes, graphiques ou analytiques, exposées dans de multiples livres ont permis et permettent encore de réaliser avec plus ou moins de précision les cadrans solaires ornant les façades et les jardins.
Dans son Histoire de la Gnomonique ancienne et moderne Jean-Étienne Montucla résume la gnomonique en quelques mots : « Qu’on ait douze plans se coupant tous à angles égaux dans une même ligne, et que ces plans, indéfiniment prolongés, en rencontrent un autre dans une situation quelconque, il s’agit de déterminer les lignes dans lesquelles ils le coupent  »[pas clair].

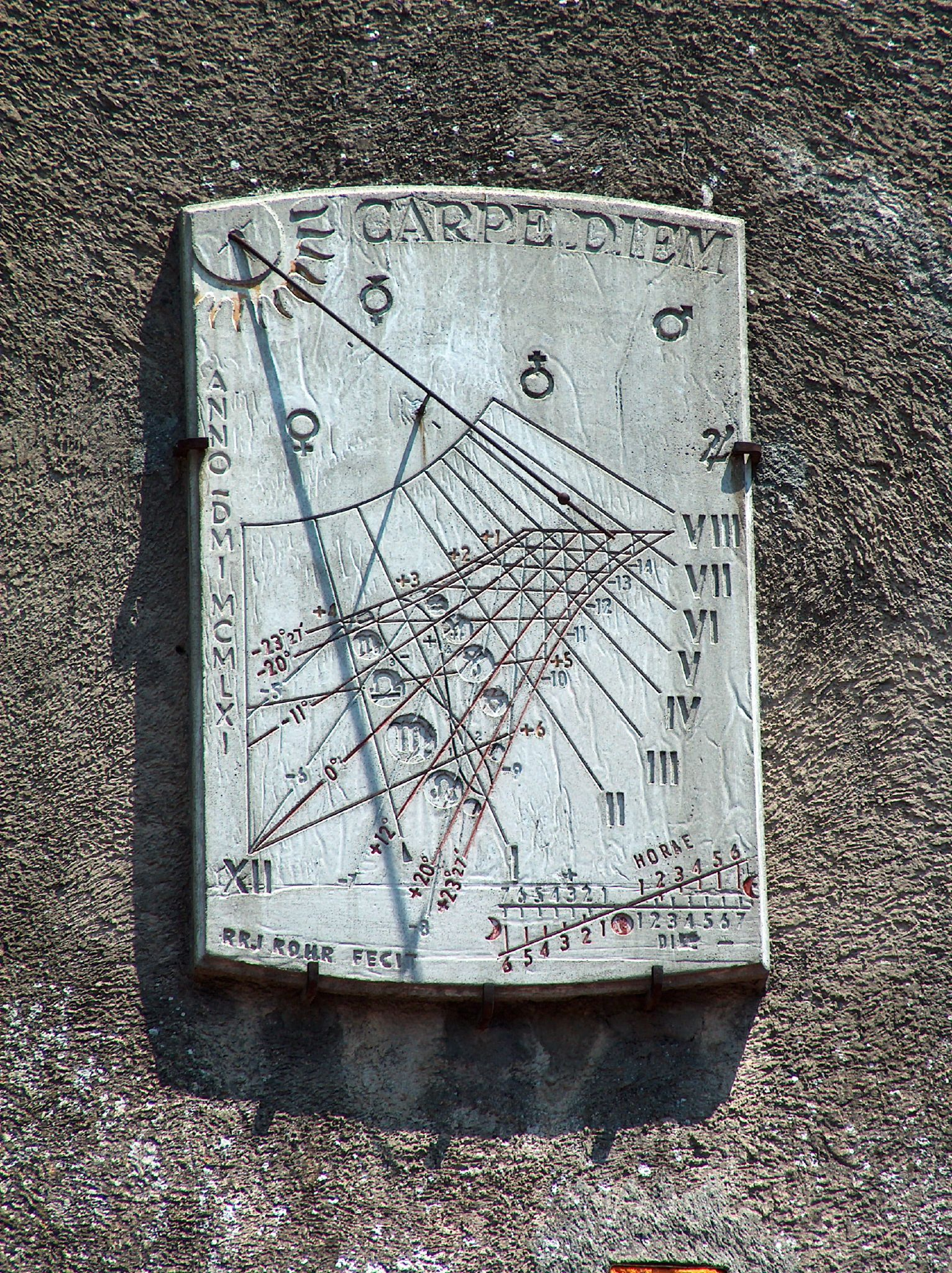
Cadran solaire de Carcassonne (1961), René R. J. Rohr.

## Gnomonique analytique

### Changement de coordonnées-Matrices de passage
Les coordonnées cartésiennes du Soleil dans le système de coordonnées horizontales peuvent être déterminées en effectuant des changements de repère successifs.

#### Expression des matrices de passage
Une matrice de passage d'un repère B à un repère B' permet de calculer les coordonnées, d'un point ou d'un vecteur, dans le repère B' connaissant ses coordonnées dans le repère B.
Exemple:
Soit le changement de repère par rotation d'un angle α autour de l'axe Z.
Les coordonnées dans le nouveau repère se calculent à partir des coordonnées dans l'ancien repère :
{\displaystyle {\begin{pmatrix}\mathrm {X} '\\\mathrm {Y} '\\\mathrm {Z} '\\\end{pmatrix}}={\begin{pmatrix}\cos \alpha &\sin \alpha &0\\-\sin \alpha &\cos \alpha &0\\0&0&1\\\end{pmatrix}}\cdot {\begin{pmatrix}\mathrm {X} \\\mathrm {Y} \\\mathrm {Z} \\\end{pmatrix}}}
De même pour une rotation d'un angle α autour de l'axe X on aura :
{\displaystyle {\begin{pmatrix}\mathrm {X} '\\\mathrm {Y} '\\\mathrm {Z} '\\\end{pmatrix}}={\begin{pmatrix}1&0&0\\0&\cos \alpha &\sin \alpha \\0&-\sin \alpha &\cos \alpha \\\end{pmatrix}}\cdot {\begin{pmatrix}\mathrm {X} \\\mathrm {Y} \\\mathrm {Z} \\\end{pmatrix}}}
Et pour une rotation d'un angle α autour de l'axe Y on aura :
{\displaystyle {\begin{pmatrix}\mathrm {X} '\\\mathrm {Y} '\\\mathrm {Z} '\\\end{pmatrix}}={\begin{pmatrix}\cos \alpha &0&-\sin \alpha \\0&1&0\\\sin \alpha &0&\cos \alpha \\\end{pmatrix}}\cdot {\begin{pmatrix}\mathrm {X} \\\mathrm {Y} \\\mathrm {Z} \\\end{pmatrix}}}

#### Modélisation du mouvement apparent du Soleil
Les coordonnées cartésiennes du Soleil dans le système de coordonnées horizontales se calculent en utilisant les matrices de passage :

{\displaystyle {\begin{pmatrix}\mathrm {X} _{h}\\\mathrm {Y} _{h}\\\mathrm {Z} _{h}\\\end{pmatrix}}={\begin{pmatrix}\cos({\frac {\pi }{2}}-\phi )&0&-\sin({\frac {\pi }{2}}-\phi )\\0&1&0\\\sin({\frac {\pi }{2}}-\phi )&0&\cos({\frac {\pi }{2}}-\phi )\\\end{pmatrix}}\cdot {\begin{pmatrix}\cos(LMST)&\sin(LMST)&0\\-\sin(LMST)&\cos(LMST)&0\\0&0&1\\\end{pmatrix}}\cdot {\begin{pmatrix}1&0&0\\0&\cos(-\epsilon )&\sin(-\epsilon )\\0&-\sin(-\epsilon )&\cos(-\epsilon )\\\end{pmatrix}}{\begin{pmatrix}\cos(l_{\odot })\\\sin(l_{\odot })\\0\\\end{pmatrix}}}

avec:
{\displaystyle \phi }: Latitude du lieu d'observation
{\displaystyle LMST}: Temps sidéral moyen local
{\displaystyle \epsilon }: Inclinaison de l'axe
{\displaystyle l_{\odot }}: Longitude écliptique du Soleil

#### Projection de l'ombre d'un gnomon vertical
Soient {\displaystyle {\begin{pmatrix}0\\0\\L\\\end{pmatrix}}} les coordonnées cartésiennes, dans le repère local, de l'extrémité d'un gnomon vertical de longueur {\displaystyle L}.
Les coordonnées de l'ombre de cette extrémité sur le plan horizontal sont obtenues en effectuant sa projection affine parallèlement à la droite passant par {\displaystyle {\begin{pmatrix}\mathrm {X} _{h}\\\mathrm {Y} _{h}\\\mathrm {Z} _{h}\\\end{pmatrix}}}  et {\displaystyle {\begin{pmatrix}0\\0\\L\\\end{pmatrix}}}.

#### Cadran incliné déclinant
Les coordonnées cartésiennes du Soleil dans le système de coordonnées lié à un cadran incliné déclinant sont :
- {\displaystyle {\begin{pmatrix}\mathrm {X} '_{h}\\\mathrm {Y} '_{h}\\\mathrm {Z} '_{h}\\\end{pmatrix}}={\begin{pmatrix}\cos i&0&-\sin i\\0&1&0\\\sin i&0&\cos i\\\end{pmatrix}}\cdot {\begin{pmatrix}\cos(-D)&\sin(-D)&0\\-\sin(-D)&\cos(-D)&0\\0&0&1\\\end{pmatrix}}\cdot {\begin{pmatrix}\mathrm {X} _{h}\\\mathrm {Y} _{h}\\\mathrm {Z} _{h}\\\end{pmatrix}}}

avec :
D: Déclinaison de la table du cadran
{\displaystyle i}: Inclinaison du cadran, c'est-à-dire angle de la normale par rapport au zénith

## Autre utilisation du terme
La projection gnomonique est une projection cartographique où le point de perspective est au centre du sphéroïde.

## Synonymes
- Horolographie
- Horographie
- Horlogiographie ou horlogeographie
- Sciathérique